# Jechi’el Mosze Troper
Jechi’el Mosze Troper (hebr.: יחיאל משה טרופר, ang.: Yehiel Moshe Tropper, ur. 22 kwietnia 1978 w Izraelu) – izraelski polityk, od 2019 poseł do Knesetu. Od 2020 do 2022 roku minister kultury i sportu.
W wyborach parlamentarnych w kwietniu 2019 po raz pierwszy dostał się do izraelskiego parlamentu z koalicyjnej listy Niebiesko-Biali. 